# Michael Tarnat
Michael Tarnat (født 27. oktober 1969 i Hilden, Vesttyskland) er en tidligere tysk fodboldspiller, der er bedst husket for en lang succesfuld periode som venstre back hos den tyske storklub FC Bayern München. Han vandt med klubben fire tyske mesterskaber, tre pokaltitler samt Champions League og Intercontinental Cup i 2001.
Udover Bayern München spillede Tarnat i løbet af sin 19 år lange karriere for MSV Duisburg, Karlsruher SC og Hannover 96 i Tyskland, og havde desuden et ét-årigt ophold hos engelske Manchester City F.C.

## Landshold
Tarnat nåede gennem sin karriere at spille 19 kampe og score ét mål for Tyskland. Han deltog blandt andet ved VM i 1998, hvor tyskerne nåede kvartfinalerne.